# 2 mm Kolibri
Il 2 mm kolibri (conosciuto anche come 2,7 mm Kolibri Car Pistol, oppure 2,7x9 mm Kolibri) è stato il più piccolo calibro a percussione centrale mai prodotto su scala industriale e disponibile in commercio. Fu brevettato nel 1910 ed introdotto nel 1914 da Franz Pfannl, un orologiaio austriaco, grazie al supporto finanziario di Georg Grabner. Fu progettato per essere sparato dalla pistola Kolibri, sia in versione semi-automatica, sia in versione a colpo singolo. Entrambe le pistole vennero pubblicizzate come armi da difesa.

## Caratteristiche2 mm Kolibri
La cartuccia pesava 0.53 grammi (82 grani), misurava al massimo 3 mm (0,12 pollici) in sezione, e la lunghezza totale era di 11 mm (0,43 pollici). La pallottola pesava 3 grani (0,2 grammi) e la sua velocità di bocca era stimata in 650 fps (piedi al secondo, circa 200 m/s), per un'energia totale alla bocca di meno di 2 lsf (libbre per piede quadro, circa 4 joule).
Questa munizione non ebbe molto successo. Le dimensioni ridotte rendevano il maneggio e il caricamento delle singole cartucce molto difficoltoso e la pallottola era particolarmente poco potente, tanto che le pubblicazioni del tempo dichiaravano il suo potere di penetrazione nel legno di pino in un intervallo compreso fra 0,5 e 1,5 pollici (da 13 a 38 millimetri). Soffriva anche di problemi di precisione poiché la tecnologia dell'epoca non permetteva di praticare la rigatura su canne di così scarso diametro e quindi alla pallottola non era impressa alcuna rotazione.
Questa serie di munizioni e la costruzione delle armi da parte di Franz Pfannl furono abbandonate nel 1938.
Attualmente queste cartucce, e le armi dedicate, sono molto ambite dai collezionisti, con quotazioni per le singole cartucce di oltre 100 € e per le armi di oltre 7000 €.

## Il 2mm kolibri nella cultura di massa
Il 2mm kolibri compare ed è utilizzabile nello sparatutto in prima persona Battlefield 1.